# Accademia della Guardia di Finanza
L'Accademia della Guardia di Finanza è uno degli enti universitari militari in Italia che aperto ad entrambi i sessi, si occupa della formazione tecnica e della preparazione giuridico-economica degli ufficiali della Guardia di Finanza.

## Storia
L'Accademia è stata fondata nel 1896 con sede a Caserta, successivamente trasferita a Roma nel 1925 e poi successivamente nel 1984 a Bergamo. Alcuni corsi speciali e di applicazione, dal 1995 al 2021 sono stati svolti a Castelporziano.

## Percorso formativo e piano didattico
Due anni di accademia - al termine dei quali i cadetti ottengono la nomina a sottotenente;
terzo anno (1° di applicazione) - al termine del quale si consegue la Laurea triennale in scienze della sicurezza economico-finanziaria;
quarto anno (2° di applicazione) - al termine del quale si ottiene la nomina a tenente;
quinto anno (3° di applicazione) - che termina con il conseguimento della Laurea magistrale in Giurisprudenza.
Tale percorso è dunque articolato su:
- Un ciclo di cinque anni che  si svolgono tutti a Bergamo, nella nuova sede dell'Accademia, inaugurata nel mese di ottobre del 2021.

Esso e frequentato per due anni nella qualità di allievo ufficiale, per due anni con il grado di sottotenente e per un anno nel grado di tenente, che culmina con il conseguimento della laurea magistrale in scienze della sicurezza economico-finanziaria.
Il piano didattico si sviluppa nelle seguenti aree:
- militare: con lo scopo di far acquisire agli allievi la conoscenza delle discipline attinenti alle organizzazioni ed alle tecniche militari, della struttura ordinativa del Corpo e dei regolamenti in esso vigenti, delle norme deontologiche e delle tecniche di comando;
- giuridica: per consentire all'allievo di appropriarsi degli istituti fondamentali del diritto e di sviluppare la capacità di analisi delle norme ed il ragionamento giuridico, favorendo nel contempo l'assimilazione di conoscenze più specifiche nell'ambito tributario e penalistico, al fine di assicurare all'ufficiale la padronanza degli strumenti indispensabili per orientarsi nell'immediato contesto operativo;
- aziendalistica: per dotare l'allievo delle conoscenze necessarie alla comprensione ed analisi dei fenomeni aziendali, con riferimento sia agli assetti organizzativi sia ai fatti di gestione ed alle relative tecniche di rilevazione contabile;
- economica: per fornire le nozioni essenziali per cogliere i contesti, nazionale ed internazionale, nei quali originano e si svolgono i fenomeni economici e favorire l'analisi delle dinamiche dell'impresa e delle pubbliche amministrazioni;
- tecnologica e linguistica: per l'acquisizione delle conoscenze per l'utilizzo in ambito professionale degli strumenti, della comunicazione e della mediazione linguistica con elaborazione, archiviazione e gestione di rapporti tecnici in lingua inglese nonché delle applicazioni e sistemi informatici e telematici necessari per lo svolgimento delle loro funzioni;
- sociologica e comunicativa: per fornire al frequentatore gli strumenti di base per l'interpretazione dei fenomeni sociali e dei contesti nei quali essi si sviluppano e perché si appropri di un'efficace capacità comunicativa ed interrelazionale;
- tecnico-professionale: nella quale sono forniti ai frequentatori l'insegnamento delle discipline più specificamente "professionalizzanti"; elementi di orientamento sulle conseguenze che derivano dall'acquisizione, con la nomina a sottotenente, delle qualifiche di "ufficiale di polizia giudiziaria" ed "ufficiale di polizia tributaria", sotto il particolare profilo dei connessi obblighi; approfondimenti delle tematiche relative alla tutela degli interessi economico-finanziari dell'Unione europea, all'attività anticontrabbando ed in materia di stupefacenti svolta dal Corpo, al servizio aeronavale, alla funzione ed attività di comando, sotto il profilo della gestione delle risorse umane e delle connesse attività riferite allo stato giuridico ed al servizio matricolare, all'avanzamento, alla disciplina ed all'impiego.

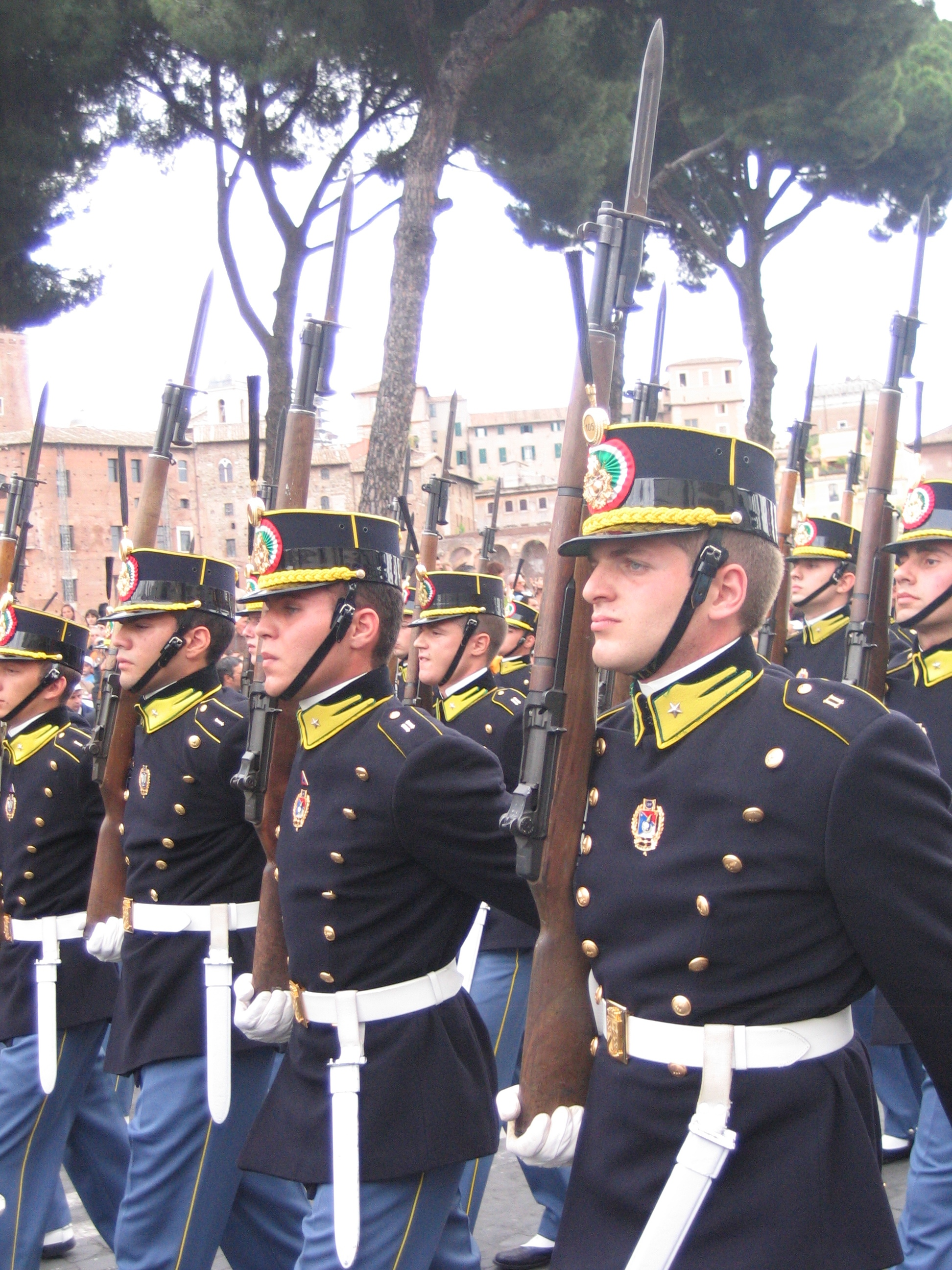
Allievi ufficiali con la vecchia uniforme

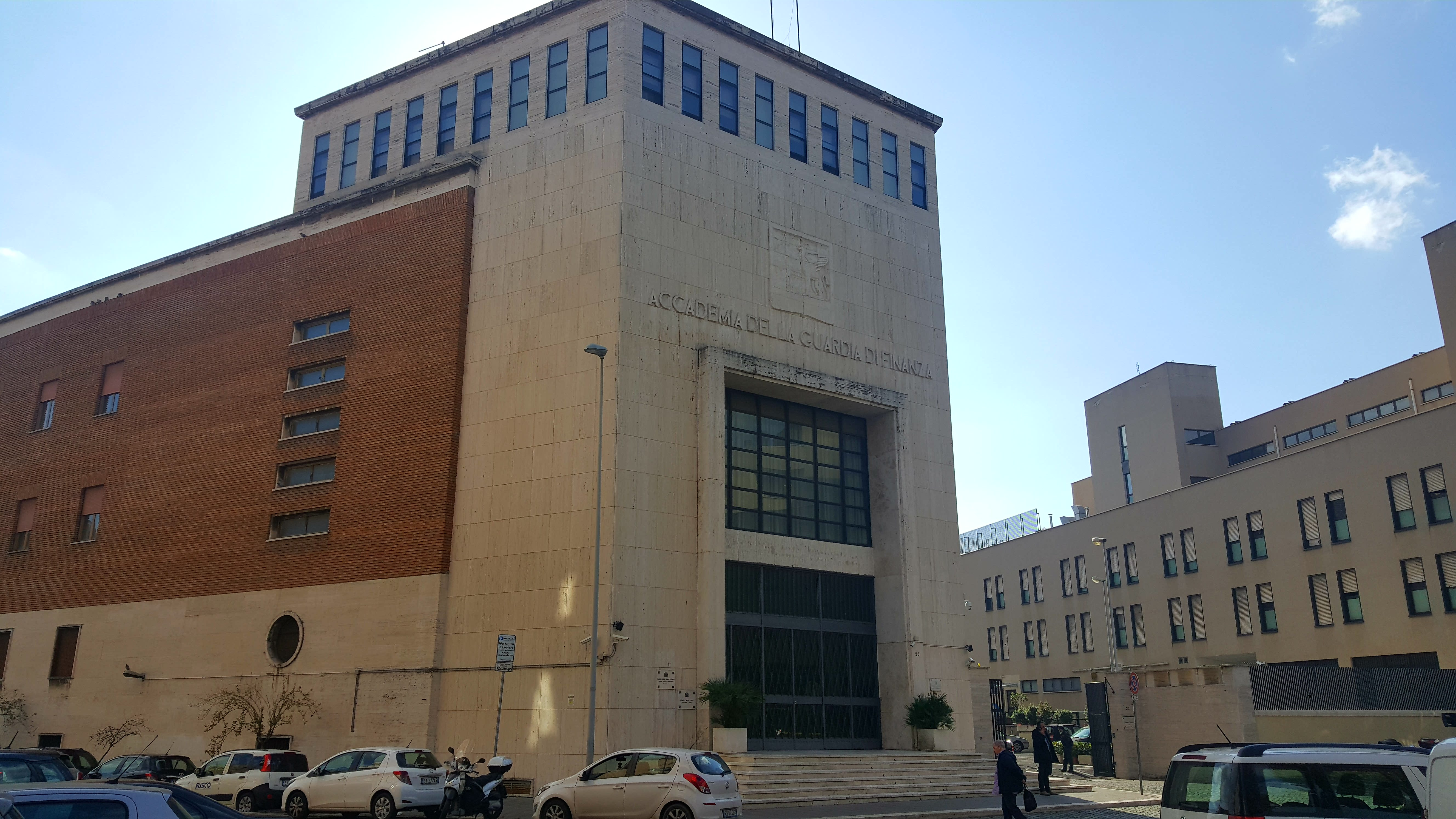
Precedente sede dell'Accademia a Roma, attualmente sede del Comando Generale e del museo storico della Guardia di Finanza.

## Attività
La revisione delle attività addestrative è stata operata nell'ottica di un loro generale riequilibrio, razionalizzazione e coordinamento sinergico con il percorso didattico. Sia attraverso le esercitazioni militari interne ed esterne, sia mediante tirocini, viaggi d'istruzione, visite professionali, soggiorni di studio all'estero viene così completata l'acquisizione di specifiche competenze tecnico-operative e valorizzato il processo di assimilazione delle qualità proprie dell'ufficiale e del comandante.
Il carico didattico sostenibile per tale progetto formativo è individuato in un impegno massimo annuale di 2400 periodi circa (ridotti a 2000 per il quinto anno in ragione della più breve durata del corso). In questo arco temporale, l'allievo dovrà svolgere:
- le attività aventi dignità universitaria (curriculari), per 1500 periodi, pari a 60 CFU;
- altre attività, non aventi dignità universitaria ma di estrema rilevanza nella formazione dell'ufficiale (extracurriculari), per i rimanenti 900 periodi ca. (500 ca. al quinto anno).

## Infrastrutture
Le infrastrutture dell'Accademia comprendono più immobili:
1. Caserma "Sottotenente G.M. Barbarisi", sita in Largo Giovanni Barozzi n.1 a Bergamo, comprende quattro edifici principali destinati a: 
  1. comando accademia e uffici pertinenti, circolo ufficiali, aule didattiche, cappella;
  2. corsi di accademia, infermeria, sale ricreazione, mense e camerate allievi;
  3. impianti sportivi (piscina, palestre, ecc.);
  4. aula magna.

## Stemma
Lo stemma araldico dell'Accademia è stato approvato ufficialmente nel 1988. I due grifoni dorati inquartati di verde e reggenti l'uno una spada e l'altro un libro rappresentano, rispettivamente, lo status e la preparazione militare degli allievi e quella negli studi. Il verde e il dorato sono i colori del Corpo, e il grifone ne è il simbolo. La torre dorata del secondo quarto è simbolo di giustizia e tradizione militare; il suo stile richiamerebbe la torre di Caserta, città che ha ospitato la prima sede dell'Accademia. Le montagne argentate richiamano invece le origini del Corpo, nato proprio in montagna con lo scopo di vigliare sui confini nazionali. La banda di colore azzurro del terzo quarto rappresenta infine la fascia azzurra simbolo dello status di ufficiale, e la stella dorata il traguardo del grado che gli allievi aspirano a raggiungere.